# ヘアスプレー (2007年の映画)
『ヘアスプレー』（原題：Hairspray）は、2007年に製作されたアメリカ・イギリスのミュージカル・ロマンティック・コメディ映画。

## 概要
1988年のジョン・ウォーターズ監督の同名映画を元にした2002年の同名ミュージカルの映画化作品。ジョン・トラボルタが特殊メイクで巨体の女性を演じている。
1962年のメリーランド州ボルチモアを舞台にしたこの映画は、「心地よいふくよかさ」を持つティーンエイジャーのトレイシー・ターンブラッド（ブロンスキー）が、地元のテレビのダンス番組でダンサーとしてスターの座を目指し、人種差別に反対する運動を展開する様子を描いている。

## ストーリー
1962年、黒人差別の風潮がいまだ色濃く残るアメリカ合衆国ボルチモアに住むトレイシーは、ダンスとおしゃれが大好きなビッグサイズの女の子。ティーンに人気のダンステレビ番組『コーニー・コリンズ・ショー』に出演して憧れの人気ダンサー、リンクと踊ることが夢という、体形など気にしない天真爛漫ぶりであった。
ある日、番組のメンバーの無期休暇による新メンバーのオーディションが開かれることを知ったトレイシーは一生に一度のチャンスと思い、オーディションを受けさせてほしいと両親にお願いする。母親のエドナは、体型のことを言われてトレイシーが傷つくのではないかと心配して反対するが、父親のウィルバーから「ビッグなのだからビッグになれ」と激励され、トレイシーはオーディションに挑戦。しかし出演者のアンバーの母でもある番組プロデューサーのヴェルマから、太っているという理由で一方的に落とされてしまう。
その日、オーディションのために遅刻したトレイシーは居残りをさせられることになる。居残り教室に向かうと、そこではシーウィードをはじめとする、普段は同じ教室で授業を受けることのない黒人の生徒達が踊っていた。すぐに皆と打ち解け、教わったR&Bのステップを踏むトレイシーを、同じ高校の特別クラスに通うリンクが目撃。「君なら番組に出られる」とコーニー・コリンズ主催のダンスパーティーに招待し、トレイシーは有頂天。ダンスパーティーに親友のペニーを連れ立って姿を現したトレイシーがシーウィードから教わったダンスを披露すると、ボーカルのリンクを始め、パーティー会場は一気にヒートアップ。トレイシーを気に入ったコーニー直々のスカウトにより、遂に『コーニー・コリンズ・ショー』出演の夢が叶う。
トレイシーのおかげでヘアスプレーの売り上げが伸び、スポンサーは大喜び。また番組メンバーがトレイシーの髪型を真似しはじめたり、ウィルバーが販売したトレイシーグッズが大ヒットしたり、学校ではトレイシーに会うべくわざと居残りする生徒が大量発生するなど、トレイシーは一躍人気者になる。さらにトレイシーを通じて知り合ったペニーとシーウィードは恋に落ちる。初めは反対していたエドナもテレビで活躍する娘の姿に感激し、ウィルバーと共に応援するようになる。
ある日、ミスター・ピンキーが経営するオーダーメイドの用品店のイメージキャラクターにトレイシーが起用されることになった。トレイシーはエドナにエージェント役を依頼するが、エドナは肥満を気にして外に出たがらない。しかし「今は1960代、昔とは違う」というトレイシーの必死の説得を受けようやく外出したエドナは、トレイシーの言う通り以前と大きく異なる街並に瞳を輝かせた。そしてミスター・ピンキーと対面したところ、なんとエドナもイメージモデルに起用されることになった。これをきっかけに、エドナは今まで家事とクリーニングの仕事だけで家に引きこもりがちだった生活から、外の世界へと足を踏み出す変化を遂げるのだった。
一方、今まで散々母親であるヴェルマを後ろ盾にしてメンバーに横柄な態度を取ってきたアンバーは番組から孤立しつつあった。自分の番組での立場と、3年連続で選ばれてきたミス・ヘアスプレーの座をトレイシーに追われるのを恐れるアンバーは、トレイシーの成功が面白くないヴェルマと共に、ウィルバーを誘惑しようとしたり(ヴェルマ)、リンクを自分のものにしようとしたり(アンバー)とあの手この手でトレイシーを番組から追い出そうとしはじめるのだった。
『コーニー・コリンズ・ショー』には月に1回"ブラック・デー"という黒人のみが出演する日がある（逆に、この日以外は黒人は一切出演できない）。ブラック・デーの司会者はシーウィードの母親でもあるモーター。モーターはヴェルマからの嫌がらせに耐えつつ、起死回生のチャンスを待ち望んでいた。そんな中、トレイシーが番組初出演時に「すべての放送回を"ブラック・デー"にしたい！」と叫んだことに刺激され、コーニーは差別の廃止をヴェルマに提案。しかしヴェルマは聞く耳を持たず、それどころか"ブラック・デー"自体を廃止してしまう。気落ちしたモーターや、番組出演を目指していたシーウィードの妹のアイネスたちは、トレイシーの提案でテレビ局までデモ行進をすることにする。トレイシーはリンクにも参加を勧めるが、リンクは番組から降ろされるのを恐れて拒否。トレイシーは失望しながらも一人でデモ参加を決意する。
当日、モーター率いるデモは多くの黒人達を連れてつつがなく進行し、娘の危険を案じたエドナまでも巻き込み、大きなデモ隊へと成長する。デモ隊がテレビ局の前までたどり着いた時、待ち構えていた警官ともみ合いになり、逃げたトレイシーは警察から追われる身となってしまい、前もって頼んであったペニーにかくまってもらう。しかしペニーは、敬虔なキリスト教徒である母親に逃走犯をかくまった悪い娘として軟禁される。それに気付いたシーウィードが自分の身を挺して助け出してくれたことで、ペニーはますますシーウィードの虜になっていく。その頃リンクは、トレイシーが警官に暴力をふるったというあらぬ疑いから追われる身となったことをテレビのニュースで知る。トレイシーの勇気ある行動に刺激され自分の無力さを恥じた彼は、トレイシーへの愛情を確信する。
翌日、ミス・ヘアスプレーコンテスト当日。ヴェルマはテレビ局に大勢の警備員を配備し、トレイシーのテレビ局への侵入阻止を図る。そんな中トレイシーは、両親や黒人仲間の協力を得て、警備員の目をかいくぐりミス・ヘアスプレーの会場へと姿を現した。イメージチェンジしたストレートのヘアスタイルに白と黒の柄の衣装をまといダンスを披露する彼女に、リンクも駆け寄って共に踊る。
ヴェルマはなんとかトレイシーを会場から追い出そうとし、さらにはアンバーを優勝させるために票の操作を目論む。しかしトレイシーを応援する黒人仲間の妨害に翻弄されている間にリンクに誘われて飛び入りでステージに上がったアイネスに票が殺到。アイネスは見事ミス・ヘアスプレーに輝き、不正が露呈したヴェルマはクビを宣告された。
ペニーはシーウィードと踊りながらカメラの前で堂々と「私の彼氏は黒人よ」と言い放ち、舞台の上で白人と黒人が入り乱れた「ミックスダンス」は会場内やテレビ局の周りに集まった観客と視聴者を熱狂させた。コーニーはモーターを呼び戻し、番組から人種差別を永久に撤廃することを宣言。大盛り上がりの中、トレイシーとリンクも抱き合ってキスを交わすのだった。

## キャスト
※括弧内は日本語吹替
- トレイシー・ターンブラッド - ニッキー・ブロンスキー（渕崎ゆり子）

太った体形の女子高生。
- エドナ・ターンブラッド - ジョン・トラボルタ（山寺宏一）

トレイシーの母親。娘の夢を消極的な理由で応援していない。
- ベルマ・フォン・タッスル - ミシェル・ファイファー（塩田朋子）

プロデューサー。
- ウィルバー・ターンブラッド - クリストファー・ウォーケン（堀勝之祐）

トレイシーの父親。妻とは違い娘を応援している。
- アンバー・フォン・タッスル - ブリタニー・スノウ（小林沙苗）

ベルバーの娘。
- ペニー・ピングルトン - アマンダ・バインズ（嶋村侑）

トレイシーの親友。
- プルーディー・ピングルトン - アリソン・ジャネイ（宮寺智子）

ペニーの母。
- コーニー・コリンズ - ジェームズ・マースデン（横堀悦夫）

ショーの司会者。
- “モーターマウス” メイベル・スタッブス - クイーン・ラティファ（上村典子）

人種差別を訴えるデモを行う。
- リンク・ラーキン - ザック・エフロン（三木眞一郎）

ダンサー。
- シーウィード・スタッブス - イライジャ・ケリー（伊藤健太郎）

ダンサー。
- ミスター・ピンキー - ジェリー・スティラー（糸博）

婦人服店の店長。
- ミスター・スプリッツァー - ポール・ドゥーリイ（辻親八）

スポンサー。
- アイネス・スタッブス - テイラー・パークス （杉本ゆう）

シーの妹。

## 音楽
サウンドトラック - マーク・シャイマンとスコット・ウィットマンの作曲。2007年7月29日リリース。
1. "Good Morning Baltimore" – Tracy (Nikki Blonsky)
2. "The Nicest Kids in Town" – Corny and Council Members (James Marsden)
3. "It Takes Two" – Link (Zac Efron)
4. "(The Legend of) Miss Baltimore Crabs" – Velma and Council Members (Michelle Pfeiffer)
5. "I Can Hear the Bells" – Tracy (Nikki Blonsky)
6. "Ladies' Choice (Hairspray song)|Ladies' Choice" – Link (Zac Efron)
7. "The Nicest Kids in Town (Reprise)" – Corny, Council Members, Penny, Edna, Wilbur (James Marsden)
8. "The New Girl in Town" – Amber, Tammy, Shelley, and The Dynamites (Brittany Snow)
9. "Welcome to the 60's" – Tracy, Edna, The Dynamites, and Hefty Hideaway Employees (Nikki Blonsky & John Travolta)
10. "Run and Tell That" – Seaweed, Little Inez, and Detention Kids (Elijah Kelley ft. Taylor Parks)
11. "Big, Blonde and Beautiful" – Motormouth (Queen Latifah)
12. "Big, Blonde and Beautiful (Reprise)" – Velma and Edna (Michelle Pfeiffer & John Travolta)
13. "(You're) Timeless to Me" – Wilbur and Edna (Christopher Walken & John Travolta)
14. "I Know Where I've Been" – Motormouth (Queen Latifah)
15. "Without Love (Hairspray song)|Without Love" – Link, Tracy, Seaweed, Penny, and Detention Kids (Zac Efron, Nikki Blonsky, Elijah Kelley, Amanda Bynes)
16. "(It's) Hairspray" – Corny and Council Members (James Marsden)
17. "You Can't Stop the Beat" – Company (Nikki Blonsky, Zac Efron, Amanda Bynes, Elijah Kelley, John Travolta and Queen Latifah)
18. "Come So Far (Got So Far to Go)" (end credits) – (Queen Latifah, Zac Efron, Nikki Blonsky, and Elijah Kelley)
19. "Mama, I'm a Big Girl Now" (end credits) – Ricki Lake, Marissa Jaret Winokur, and Nikki Blonsky with Harvey Fierstein
20. "Cooties" (end credits) – Aimee Allen